# Chalinolobus tuberculatus
Chalinolobus tuberculatus је врста слепог миша из породице вечерњака (лат. Vespertilionidae).

## Распрострањење
Ареал врсте је ограничен на једну државу. Нови Зеланд је једино познато природно станиште врсте.

## Станиште
Станиште врсте су шуме.

## Начин живота
Женка обично окоти по једно младунче. Врста Chalinolobus tuberculatus прави гнезда.

## Угроженост
Ова врста се сматра рањивом у погледу угрожености врсте од изумирања.